# На том свете
«На том свете» (англ. Kingdom Come) — американская комедия с участием Вупи Голдберг и других афроамериканских актёров. Фильм создан по мотивам бродвейской пьесы «Dearly Departed» Джесси Джонса и Эдварда Бейтса.

## Сюжет
Можно ли за три дня решить проблемы, оставшиеся в наследство от главы темнокожего семейства? Столько дней проведут вместе бок о бок негритянские родственнички в родовом гнезде в пригороде Лос-Анджелеса. Ссорясь, мирясь, ругаясь, соболезнуя и снова смешно ругаясь. Мягче всех ругается в фильме героиня Вупи Голдберг в роли вдовы.
Другие эмоции у её безработного сына Соулкамба-младшего, ненавидящего жену. А вот другой сынишка Рэй, напротив, свою жену Люсиль очень любит, но ненавидит свой алкоголизм и бездетность.
Галерею отпрысков и родственничков продолжит вечно жующая юная дочь умершего, тётушка Маргерит, которая своего сыночка не называет иначе как «чёртово семя» и безумно боится, что он-таки сядет в тюрьму. В общем, чёрная тучка не-белых персонажей, со своими житейскими историями, которые так и просятся, чтобы их продолжали в телесериале.
Критики дружно подметили особенность актёрского состава: с одной стороны, — это выдающаяся во всех отношениях фигура Вупи Голдберг, а с другой стороны — все остальные милые, но не дотягивающие до глубины прорисовки образов, статисты. Стистика речи, музыки и даже операторской работы как в признанных картинах так называемого «афроамериканского кино» последнего тридцатилетия, ведущих начало от режиссёра Спайка Ли (с которым работал и постановщик «На том свете» Даг Макгенри).

## В ролях
| Актёр                 | Роль                           |
| --------------------- | ------------------------------ |
| LL Cool J             | Рэй Бад Слоукамб               |
| Вупи Голдберг         | Рэйнелл Слоукамб               |
| Джада Пинкетт-Смит    | Чариз Слоукамб                 |
| Вивика Фокс           | Люсиль Слоукамб                |
| Лоретта Дивайн        | Маргерита Слоукамб             |
| Энтони Андерсон       | Слоукамб Младший               |
| Седрик «Развлекатель» | преподобный отец Беверли Хукер |
| Масаса Мойо           | дочь Слоукамба-старшего        |
| Тони Брэкстон         | Хуанита Слоукамб               |

## Съёмочная группа
- Режиссёр Даг Макгенри
- Продюсеры:
  - Эдвард Бейтс
  - Джон Морисси
- Сценаристы:
  - Дэвид Дин Ботрелл
  - Джесси Джонс
- Оператор: Фрэнсис Кэнни
- Композиторы:
  - Тайлер Бейтс
  - Джон Роуни

## Интересные факты
- Фильм выпускался на лицензионном видео в России в июле 2002 года компанией «Лазер-Видео Интернешнл», права в России (до 2005 года) — «Гемини Фильм Интернациональ».
- Кассовые сборы мирового проката: $23.2 млн.